# Trizonesien-Song

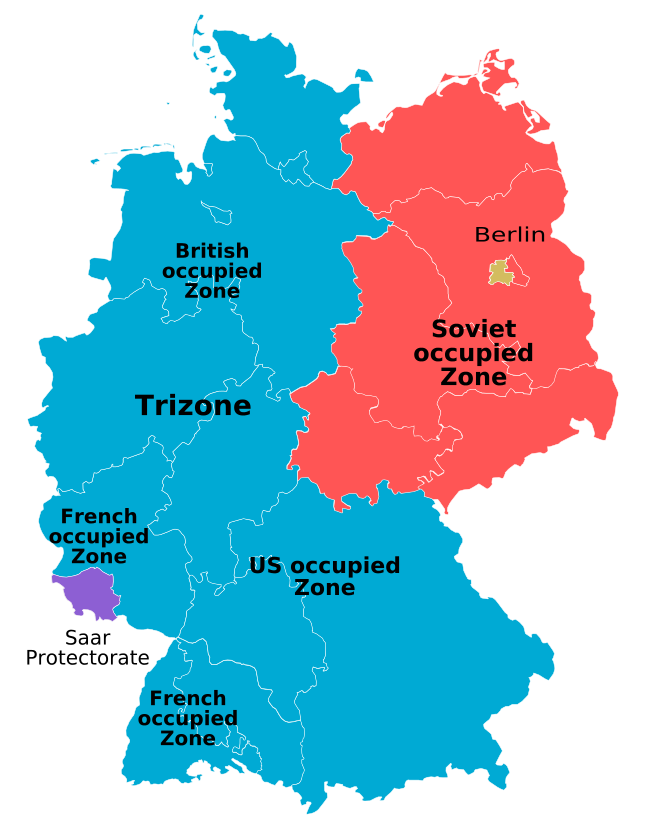
La divisione della Germania nel 1948

Il Trizonesien-Song (lett. "Canzone della Trizonesia") è una canzone carnevalesca umoristica tedesca scritta da Karl Berbuer nel 1948. Assunse il ruolo di sostituto scherzoso dell'inno nazionale della Germania Ovest, che all'epoca non aveva un inno ufficiale. Il brano è una testimonianza autoironica e autocritica sullo status costituzionale irrisolto delle tre zone della Germania occupate dalle potenze occidentali (Francia, Regno Unito e Stati Uniti).

## Storia
Il 1º agosto 1948 la zona d'occupazione francese si unì alla cosiddetta Bizone, costituita dalle zone occupate da Regno Unito e Stati Uniti dopo la fine della seconda guerra mondiale, e l'area prese il nome di Trizone. Berbuer trovò l'ispirazione per la canzone nel 1947, in un ristorante presso il duomo di Colonia, durante una discussione sulla Bizone in cui qualcuno accennò al neologismo Bizonesien. Con l'ingresso della Francia, Berbuer coniò il termine in Trizonesien e l'11 novembre 1948 presentò la canzone, che fu pubblicata il 17 dicembre 1948 e divenne subito molto popolare.
All'epoca non esisteva un inno nazionale tedesco ufficiale. Il Deutschlandlied aveva perso la sua funzione con la resa della Germania nazista agli Alleati. Per questo motivo e a causa della sua popolarità, in alcuni eventi sportivi finì per fare le veci dell'inno nazionale il Trizonesien-Song. Sebbene in Inghilterra fosse visto all'inizio come il segnale di un revanscismo incipiente, se ne ricorda l'esecuzione in un incontro di calcio in un campo di prigionia britannico, dove fu suonato accanto a God Save the King. Fu eseguito anche nella cerimonia di premiazione di una gara ciclistica a Colonia nel 1949, e gli ufficiali alleati, scambiandolo per il vero inno nazionale, si alzarono in piedi.
Nel 1950 il cancelliere federale Adenauer tenne a Berlino una conferenza stampa in cui, parlando di quest'ultimo episodio, ebbe a dire: «Credo sia stato l'anno scorso in un evento sportivo allo stadio di Colonia. C'erano anche dei militari belgi. Alla fine suonarono gli inni nazionali e la banda, che aveva un direttore molto valido e intelligente, ma non istruzioni precise su cosa suonare per la Germania, eseguì la simpatica canzone di carnevale Ich bin ein Einwohner [sic] von Trizonesien. Vi dico una cosa in segreto, non pubblicatela: molti soldati belgi si alzarono e salutarono, credendolo l'inno nazionale».